# 가미후쿠 유키
가미후쿠 유키(일본어: 上福 ゆき, 1993년 2월 20일~)는 일본의 여성 모델이자, 그라비아 아이돌, 프로레슬링 선수이다.